# Université Abdelmalek Essaâdi
L'Université Abdelmalek Essaâdi est une université marocaine publique créée en 1989. Elle est considérée comme l'université principale du nord du  Maroc. Cette université est composée de 15 institutions, notamment des écoles et des établissements répartis dans la région Tanger-Tétouan-Al Hoceima et dans la ville de Larache. Elle couvre les domaines des sciences, du droit, des sciences économiques, des lettres et sciences humaines, des sciences et techniques. L'université a créé en 2016 l'Institut Confucius pour l'apprentissage de la langue chinoise, le troisième institut à l'échelle nationale.
L'université est classée 82e dans le classement régional 2016 des universités arabes (U.S.News & World Report).

## Historique
L'Université Abdelmalek Essaâdi a été fondée en vertu du Dahir n°189-144 en date du 23 Rabia Ier 1410 (23 octobre 1989) complété par le Dahir no 177-398 du 16 octobre 1975 relatif à la création des universités.
Le nom de l'université a été donné en l'honneur du Sultan Saadien Abu Marwan Abd al-Malik, dont les troupes furent victorieuses à la bataille de l’Oued El-Makhazine aussi appelée Bataille des Trois Rois contre le Roi du Portugal Sébastien Ier et ses alliés. Elle est située à côté de la ville de Ksar El Kébir
Réalisée à partir d'un premier noyau installé en 1982, la création de l'Université Abdelmalek Essaâdi est intervenue à un moment opportun où le Maroc avait entrepris, tant sur le plan économique que sur le plan politique, une stratégie de régionalisation, visant à renforcer la décentralisation, en créant un noyau universitaire qui s'assigne pour finalité première d'adapter les potentialités en matière de formation et de recherche aux besoins spécifiques de la région du Nord-Ouest.

## Composantes de l'université
L’UAE comporte actuellement, outre la Présidence, 15 établissements, à savoir : six écoles et neuf facultés. Par ailleurs, 2 écoles et 6 facultés verront bientôt le jour.
Présente dans cinq villes (Tétouan, Tanger, Larache, Al Hoceïma et Ksar El-Kébir), et bientôt sur Chefchaouen et Ouezzane également, l’effectif de ses étudiants a dépassé dans l’année (2020-2021) le seuil de 123 000, dont 4 600 doctorants, avec un encadrement de 1197 enseignants-chercheurs et 602 administratifs et techniciens. 

## La structure de l'Université
| École/Faculté                                            | Campus         | Année de création |
| -------------------------------------------------------- | -------------- | ----------------- |
| Faculté des lettres et des sciences humaines             | Martil         | 1982              |
| Faculté des sciences                                     | Tétouan        | 1982              |
| École supérieure Roi Fahd de traduction                  | Tanger         | 1986              |
| École normale supérieure                                 | Martil         | 1987              |
| École nationale de commerce et de gestion de Tanger      | Tanger         | 1995              |
| Faculté des sciences et techniques                       | Tanger         | 1995              |
| Faculté des sciences juridiques, économiques et sociales | Tanger         | 1997              |
| École nationale des sciences appliquées                  | Tanger         | 1998              |
| École nationale des sciences appliquées                  | Tétouan        | 2008              |
| Ecole Nationale des Sciences Appliquées                  | Al Hoceima     | 2008              |
| Faculté polydisciplinaire                                | Larache        | 2009              |
| Faculté des Sciences et Techniques                       | Al Hoceima     | 2012              |
| Faculté de médecine et de pharmacie de Tanger            | Tanger         | 2016              |
| Faculté Ossoul Eddine                                    | Tétouan        | 2017              |
| Faculté des sciences juridiques, économiques et sociales | Tétouan-Martil | 2017              |

## Centres à l’UAE

### Institut Confucius
L'Institut Confucius inauguré en 2016, constitue le 3ème Institut Confucius au Maroc ayant pour objectif pour l'apprentissage de la langue chinoise. Le fruit d’un partenariat entre l'UAE, l'Université Normale de Sciences et Technologie Jiangxi (Chine), le HANBAN et la Direction Générale des Institutes Confucius. Depuis sa création, 2 308 étudiants se sont inscrits pour les cours de langue et culture chinoises, dont 308 étudiants de l’ISITT.

### Career Center
Le Career Center UAE a été créé en 2016 dans le but d'offrir aux étudiants de l'UAE des formations aux compétences non techniques « Soft-Skills» et faciliter leur accès à l'employabilité après leur cursus universitaire. Plus de 15 000 étudiants ont bénéficié de ses services physiques et près de 200.000 utilisateurs virtuels se sont inscrits sur la plateforme careercenter.ma, qui a reçu plus de 1.915.000 de visites.

### Centre de Prototypage 3D et de Fabrication Additive
Le centre utilise les technologies de conception, d’ingénierie, de fabrication et de sciences des matériaux assistées par ordinateur, permettant de transformer un modèle 3D en objet physique.

### Centre de Métallurgie et de Plasturgie
L’objectif est de développer une recherche appliquée répondant aux besoins pour accompagner le développement socioéconomique régional et national.

### Centre de l’Homme
Un centre crée pour accompagner l’ensemble des composantes de l’Université et instaurer l’esprit de tolérance, de multiculturalisme, droit et devoir.

## Évolution démographique
| 1982           | 1995           | 2011            | 2021             |
| 3000 étudiants | 7800 étudiants | 20000 étudiants | 123000 étudiants |

## Historique des présidents
2002 – 2010: Mustapha Bennouna,
2010 – 2019: Houdaifa Ameziane
2019 – 2020: Mohamed Errami
2020 – en cours: Bouchta El Moumni,

## Administration

### Direction
- Président de l'université : Bouchta El Moumni
- Vice-président Affaires pédagogiques : Jamal Eddine Benhayoune
- Vice-président Recherches et Coopération : Hind Cherkaoui Dekkaki
- Secrétaire Général : Barbara Choukri[9]

## Personnalités liées à l’université
- Mohamed Errami, ancien président ayant placé l’intérêt de l’université avant sa propre santé durant la période Covid-19[10].
- Mohamed Mechbal, professeur chercheur ayant remporté le prix international du Roi Fayçal de la langue arabe et de la littérature en février 2021[11],[12].
- Ikram Blilou, biologiste marocaine, elle a étudié dans cette université.
- Asmae El Moudir, réalisatrice récompensée au Festival de Cannes en 2023.

## Partenariats
L’Université Abdelmalek Essaâdi a signé des conventions avec ses homologues à l’échelle internationale,. Elle est partenaire, de manière effective, de plus de 32 universités à travers le monde, et prévoit un nombre de 50 en 2023. Le partenariat avec le tissu socioéconomique à une échelle multidimensionnelle est très présent.

## Classements internationaux
L’Université apparaît dans plusieurs classements internationaux :
- Top 33 % des universités dans le monde en 2021 selon EduRank[15]
- 146e en Afrique dans le classement 2020 de Webometrics[16]
- 136e  au niveau africain dans le « QS world university ranking 2018 »[17]
- 82e dans le classement régional 2016 des universités arabes (U.S.News & World Report)[18]
- 2301e à l’échelle mondiale dans le classement universitaire par performance académique (URAP)[19]